# 다크 라이드
다크 라이드(영어: Dark ride)는 테마파크의 어두운 장소를 누비는 어트랙션을 말한다.

## 대한민국의 다크 라이드 목록

### 롯데월드 어드벤처
- 파라오의 분노
- 신밧드의 모험
- 환타지 드림
- 혜성특급
- 드래곤 와일드 슈팅

### 에버랜드
- 슈팅 고스트

## 세계의 다크 라이드 목록

### 미국

#### 디즈니랜드
- 작은 세상
- 에리얼의 바닷속 모험
- 캐리비안의 해적

## 다국적 다크 라이드 목록

### 디즈니랜드
- 스플래쉬 마운틴
- 헌티드 맨션

### 레고랜드
- 드래곤 코스터
- 닌자고 더 라이드
- 레고 팩토리 어드벤처

레고랜드에는 대한민국 시설에도 있다.

## 폐장된 다크 라이드

### 에버랜드
- 지구마을

### 롯데월드 부산 스카이프라자(과거)
- 드라큐라의 별장 ※ 아크 어드벤처로 알려진 괴담의 사진인 어트랙션이다. 롯데월드 부산 스카이프라자가 폐쇄된 동시에 같이 폐장되었다.

## 다크 라이드가 등장한 매체

### 네모바지 스폰지밥
장갑의 터널:'스폰지밥의 여자친구' 편에서 등장한다. 뚱이가 해당 시설을 폭주시키고 고수압으로 폭파하기까지 해버렸다.

## 기타
대한민국에서는 롯데월드에, 미국에서는 디즈니랜드에 많이 존재한다.